# Dívčí lávky

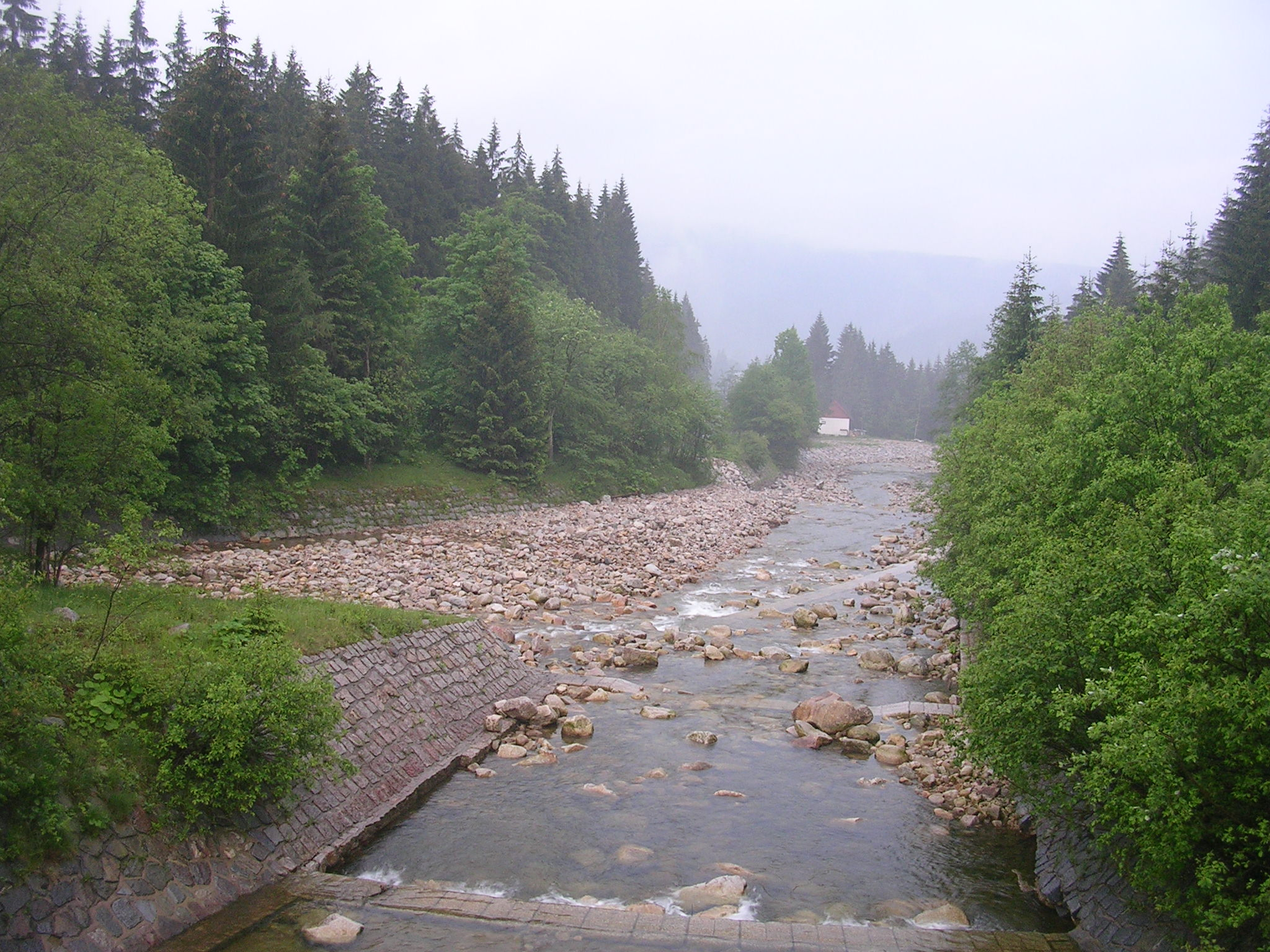
Pohled z lávky přes Labe po proudu, na soutok; zleva ústí Bílé Labe

Dívčí lávky je označení rozcestí u soutoku Labe s Bílým Labem. Nachází se asi 2 km od Špindlerova Mlýna v okrese Trutnov, ze kterého sem vede modře značená turistická cesta. V okolí soutoku a na Dívčích stráních se nachází čtveřice řopíků. Dívčí lávky tvoří začátek Labského dolu. Vede odtud Harrachovská cesta, nejstarší turistická stezka v Krkonoších, od které se zde odděluje Weberova cesta na Luční boudu. Místem prochází cyklotrasy K16 (ze Svatého Petra na boudu U Bílého Labe), K14 (Špindlerův Mlýn – Labský důl) a K15 (Okruh Špindlerův Mlýn). Začíná zde trasa naučné stezky Labský důl.